# کیم اسوندسن
کیم اسوندسن (انگلیسی: Kim Svendsen؛ زادهٔ ۲۴ دسامبر ۱۹۵۵) دوچرخه‌سوار اهل دانمارک است.